# BHLHE40
BHLHE40 (англ. Basic helix-loop-helix family member e40) – білок, який кодується однойменним геном, розташованим у людей на короткому плечі 3-ї хромосоми.  Довжина поліпептидного ланцюга білка становить 412 амінокислот, а молекулярна маса — 45 510.
| 10         |  | 20         |  | 30         |  | 40         |  | 50         |
| ---------- |  | ---------- |  | ---------- |  | ---------- |  | ---------- |
| MERIPSAQPP |  | PACLPKAPGL |  | EHGDLPGMYP |  | AHMYQVYKSR |  | RGIKRSEDSK |
| ETYKLPHRLI |  | EKKRRDRINE |  | CIAQLKDLLP |  | EHLKLTTLGH |  | LEKAVVLELT |
| LKHVKALTNL |  | IDQQQQKIIA |  | LQSGLQAGEL |  | SGRNVETGQE |  | MFCSGFQTCA |
| REVLQYLAKH |  | ENTRDLKSSQ |  | LVTHLHRVVS |  | ELLQGGTSRK |  | PSDPAPKVMD |
| FKEKPSSPAK |  | GSEGPGKNCV |  | PVIQRTFAHS |  | SGEQSGSDTD |  | TDSGYGGESE |
| KGDLRSEQPC |  | FKSDHGRRFT |  | MGERIGAIKQ |  | ESEEPPTKKN |  | RMQLSDDEGH |
| FTSSDLISSP |  | FLGPHPHQPP |  | FCLPFYLIPP |  | SATAYLPMLE |  | KCWYPTSVPV |
| LYPGLNASAA |  | ALSSFMNPDK |  | ISAPLLMPQR |  | LPSPLPAHPS |  | VDSSVLLQAL |
| KPIPPLNLET |  | KD         |  |            |  |            |  |            |

A: Аланін

C: Цистеїн

D: Аспарагінова кислота

E: Глутамінова кислота

F: Фенілаланін

G: Гліцин

H: Гістидин

I: Ізолейцин

K: Лізин

L: Лейцин

M: Метіонін

N: Аспарагін

P: Пролін

Q: Глутамін

R: Аргінін

S: Серин

T: Треонін

V: Валін

W: Триптофан

Кодований геном білок за функціями належить до репресорів, фосфопротеїнів. 
Задіяний у таких біологічних процесах як транскрипція, регуляція транскрипції, біологічні ритми. 
Білок має сайт для зв'язування з ДНК. 
Локалізований у цитоплазмі, ядрі.